# Спасский, Евгений Дмитриевич
Евге́ний Дми́триевич Спа́сский (1900—1985) — российский и советский художник, иконописец.

## Биография

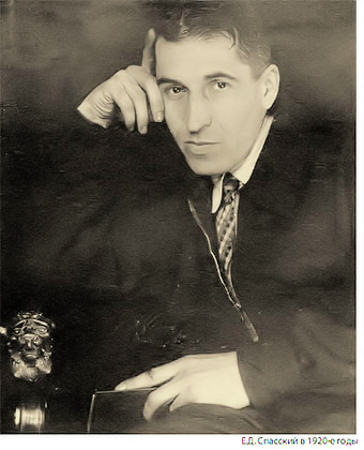
Е. Спасский. Начало 30-х годов

Родился в 1900 году в Киеве. В 1902 году семья Спасских переселяется на Кавказ, а позже переезжает в Тифлис. К рисованию у Евгения «с самого детства была большая тяга». В 12 лет Евгений Спасский, не говоря ни слова родителям, поступает в Тифлисскую школу живописи, ваяния и зодчества при Императорской Академии художеств. В своих «Воспоминаниях» художник писал:
Это была моя стихия. Я бежал туда после гимназии и со священным трепетом, почти не дыша, замирал на два — два с половиной часа над своим листом бумаги, прикрепленным к доске… И когда пропадали штрихи и линии карандаша, выявлялась жизнь, трепещущая, мерцающая, живущая помимо тебя…
Юные годы художника пришлись на эпоху становления русского авангардизма. Позже художник вспоминал:
Был футуристом, и кубистом, и пуантилистом, импрессионистом, конструктивистом и, наконец, супрематистом
В 1914 году происходит первая встреча с футуристами Владимиром Маяковским, Давидом Бурлюком и Василием Каменским. У Евгения самые теплые и дружеские отношения сложились с Давидом Бурлюком. В том же году семья Спасских поселяется в Самаре. В краткой автобиографии Спасский упоминает, что начал выставляться вместе с Бурлюком, будучи еще учеником гимназии. В 1917 году он оканчивает Первую самарскую мужскую гимназию и отправляется в Москву, где продолжает участвовать в выставках совместно с Д. Бурлюком. Тогда же по протекции Бурлюка Спасский поступает в московскую художественную Студию М. Леблана, П. Бакланова и М. Северова на Тверской. Зима и весна 1917—1918 гг. были решающими в формировании творческих устремлений художника. В этот период Спасский впервые попадет на поэтические и лекционные выступления Андрея Белого, которые будет вспоминать с воодушевлением даже многие годы спустя.

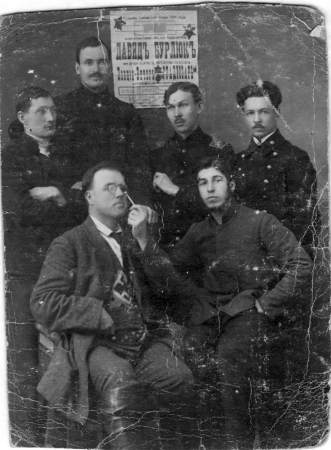
Большое Сибирское турне. 1919 год. На первом плане: Д. Бурлюк, Е. Спасский

Весной 1918 года у Давида Бурлюка созревает план совместной летней работы и осенней поездки по Восточной России, названной позднее «Большим сибирским турне». Среди городов, через которые пролегал маршрут «Большого сибирского турне» были Уфа, Челябинск, Омск и др. В каждом городе устраивалась выставка. Помимо картин Д. Бурлюка и Е. Спасского на выставках также демонстрировались произведения местных художников. В Омске Спасский узнает о планах Бурлюка покинуть Россию. Как известно из «Воспоминаний» художника, Спасский не решается принять предложения Бурлюка и они расстаются. Война постепенно докатилась до Омска. Город был занят войсками Колчака. Спасскому не было еще и 19 лет, когда его забрали в армию. Спустя некоторое время по доносу штабного начальства он попадает под арест и оказывается в Омской тюрьме. Из камеры каждый день по несколько человек уводят на расстрел. Спасскому удаётся избежать расстрела и освободиться из тюрьмы благодаря хлопотам, как он пишет в «Воспоминаниях», некоего казака-офицера в чине капитана, посещавшего выставки и поэзоконцерты. Художник отправляется на вокзал с целью покинуть город, где встречает В. Янчевецкого. Янчевецкий, знавший Спасского по поэзоконцертам, предлагает ему работу в передвижной типографии, которую в тот момент возглавляет. Почти два года путешествует по железной дороге, делает клише, вырезает из линолеума заставки, виньетки и рисунки. Сюда же на работу к себе редактор берет поэта Бориса Четверикова и писателя Всеволода Иванова. Оформление книг и нот впоследствии на протяжении нескольких лет будет одной из статей дохода Спасского. Красный фронт приближался, Янчевецкий, эвакуируясь на Восток, поручил Спасскому доставить типографию в Иркутск. Однако вскоре поезд захватили красные. Спасский оказался в Ново-Николаевске, где стал свидетелем трагической гибели сотен солдат белой армии, оставленных на произвол судьбы своим командованием. Из Ново-Николаевска в конце 1920 года художник возвращается в Самару, где сначала ведет кружок в местном отделении Пролеткульта, а затем работает в декоративной мастерской военного округа. Тогда же в Самару перебралось много московских друзей: «художников, скульпторов, поэтов, бежавших из Москвы от голода». В этот период художник читает сочинения Э. Сведенборга, Ф. Ницше, Я. Бёме, А. Безант и Е. Блаватской и др. Духовный поиск приводит художника в церковь, но там он наталкивается на «разрыв и полное невежество». Наконец, Спасскому попадается книга немецкого философа, основателя антропософии Р. Штейнера, о которой он отзывается так:
Она сразу же поражает своей конкретностью, своей бездонной правдой. Той истиной, которую, кажется, искал всю жизнь.
Серьезное увлечение антропософией Спасский пронесёт через всю жизнь. В 1922 году Спасский вступает в Московское антропософское общество.
В 1921 году Спасский снова попадает в Москву, поступает во ВХУТЕМАС, получает комнату в студенческом общежитии и одновременно работает художником в Союзе поэтов. Параллельно с учебой во ВХУТЕМАСе Спасский работал также в кафе «Домино», занимался оформлением книг, брошюр, плакатов и афиш к поэзоконцертам, проходившим здесь же в кафе. В период сотрудничества Спасского в ВСП союзом постоянно устраивались лекции и диспуты, публиковались сборники стихов. На эстраде ВСП выступали: В. Брюсов, С. Есенин, Р. Ивнев, В. Шершеневич, В. Каменский, В. Маяковский, В. Мейерхольд, Б. Пастернак и др. Союзом был издан сборник СОПО. В это же время Спасский сотрудничает в ПУРе (Политическое управление республики), где работали Брюсов, Маяковский: инструктирует московские клубы по оснащенности декорациями. В 1922 году на одном из вечеров во ВХУТЕМАС Спасский встречает В. Хлебникова. Зиму и весну 1922 года Хлебников прожил у Спасского.

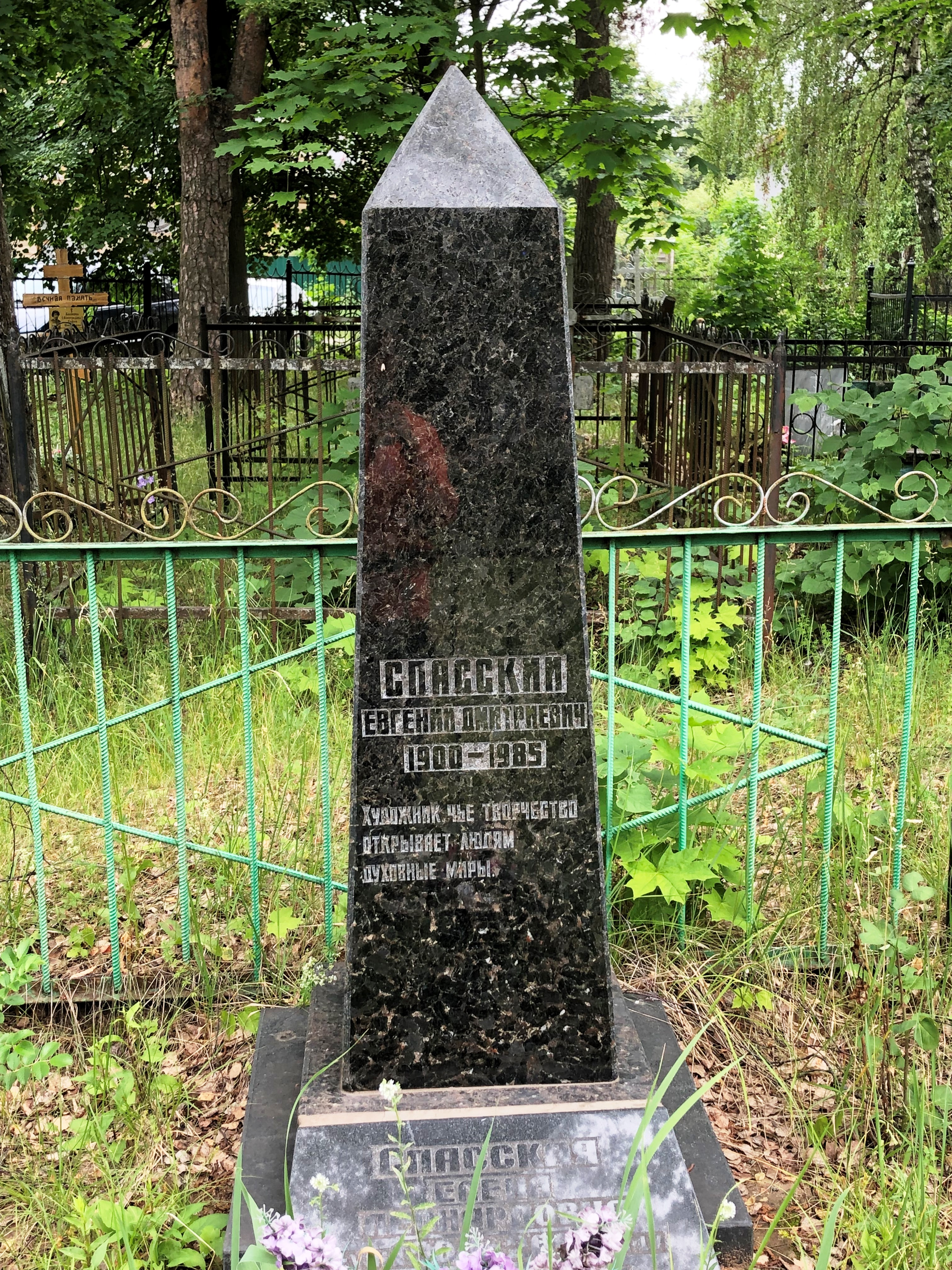
Могила Е. Д. Спасского и его супруги в Троицком

Период 1922—1923 годов отмечен в жизни художника также встречей с музыковедом и филологом, поэтом и антропософом Борисом Леманом. Леман пригласил Спасского в Петербург, так как в тот момент являлся секретарем Петербургского отделения Русского антропософского общества. Полгода художник жил и работал в Северной столице. В 1923 г. Антропософское общество было закрыто, а в середине 20-х годов Лемана сослали в Среднюю Азию. Непродолжительное знакомство с Леманом, по словам самого художника, оказало на него сильное влияние. Позднее, в зрелые годы Спасский создает портрет своего духовного наставника, одну из лучших его работ.
В 1923-24 годах Спасский преподает в Сухановской школе. 1925—1935 годы — работает в цирке, в качестве режиссёра и шпрех-шталмейстера, то есть ответственного за ведение циркового представления, затем работает помощником режиссёра в театре Е. Вахтангова, пишет портреты, оформляет книги, сотрудничает в издательстве «Музгиз». Одновременно сотрудничает с архитекторами И. А. Фоминым (роспись госпиталя в Лефортове), А. Н. Душкиным (станция метро «ЗИС», интерьеры «Детского мира»). В 1935 году начинает заниматься реставрацией икон и расписывать храмы.
В 40-е годы (1942—1945) переезжает в Тбилиси, где живет семья жены, работает художником-декоратором в Театре оперы и балета им. З. Палиашвили.
После войны изучает иконопись и вплоть до начала 70-х годов занимается реставрацией и расписывает храмы. В последние годы выступал в роли ведущего музыкальных вечеров, устраиваемых совместно с виолончелисткой солисткой ГАБТ Ириной Алексеевной Морозовой.
Скончался художник в 1985 году. Похоронен в поселке Троицкий Истринского района Московской области на кладбище Церкви Троицы Живоначальной.  

### Семья
- Отец — Спасский-Медынский Дмитрий Иосифович.

Отец Евгения Спасского, Дмитрий Иосифович, происходил из известного священнического рода и был человеком художественно одаренным. Е. Д. Спасский пишет о своем отце в «Воспоминаниях»:

Отец мой был многогранно талантливым человеком. За какую область искусства он ни брался, всегда достигал больших результатов; но всё несчастье его было в том, что он был очень увлекающийся и непостоянный человек. Он не мог остановиться ни на одной какой-нибудь отрасли искусства и заниматься ею всю жизнь. То он лепил, то рисовал, то писал прозу, то переходил на стихосложение…. В Киеве он учился рисованию в Школе живописи, ваяния и зодчества. По вечерам пел в хоре, организованном киевским композитором С. Н. Лысенко и всегда любил театр и музыку. Где бы мы ни жили у нас постоянно, по определенным дням собирались музыканты, поэты, писатели, художники и актеры.— «Мемориальная квартира Андрея Белого на Арбате» Выставка из цикла «Современники Андрея Белого»
- Мать — Екатерина Евгеньевна Спасская (в девичестве Кривоносова).
- Брат — Спасский Сергей Дмитриевич — советский поэт, прозаик, драматург, переводчик, литературный критик.
- 1-я жена — Елена Константиновна Лукина.
- 2-я жена — Елена-Корнелия Леонардовна Декапрелевич-Спасская.

## Творчество

### Стиль художника
Е. Д. Спасский творил преимущественно в религиозно-визионерской традиции. Он начинал свой путь в как авангардист и футурист, однако в 30-е годы от увлеченности авангардом художник переходит к изучению европейского Ренессанса и православной иконописи. Знакомится с патриархами Тихоном (Беллавиным) и Алексием I (Симанским), пишет на заказ иконы.
В общей сложности около 14 лет Спасский посвятил церковной стенописи. В советские годы, когда видные деятели культуры оказались в эмиграции и живое церковное искусство было фактически уничтожено, Спасский создает свои главные религиозно-мистические полотна, где он показывает возможность синтеза иконописи и живописи Возрождения. Реставрация икон и роспись церквей, серьезное изучение иконописи во многом определили не только метод, но сюжеты и иконографию мастера.
Был последователем Р. Штейнера и созданной Штейнером антропософии. Антропософские мотивы доминируют в его позднем творчестве.

### Выставки
При жизни Спасского состоялись только две его выставки: в ДК Института атомной энергии им. И.Курчатова и в стенах Шуйского историко-художественного музея. В последнее время его работы выставлялись неоднократно на московских выставочных площадках (Музей в бывш. ц. Симеона Столпника, выставочные залы «Беляево», «Кунцево», «На Каширке», Центральный Дом художника и др.) и вызвали значительный резонанс в интеллектуальной и художественной среде.
Наследие Е. Д. Спасского достаточно велико — согласно сохранившемуся каталогу, около 600 работ. Самая ранняя из известных датирована 1918 г. Его произведения находятся в Государственной Третьяковской галерее, Государственном Литературном музее, Шуйском историко-художественном музее, Краеведческом музее с. Васильевское, в музеях Соликамска, Рузы, Иркутска, в музее Д. Бурлюка в США, частных собраниях России, США, Канаде, Франции, Румынии, Германии.